# Pablo Carriquiry Maurer
Pablo Carriquiry Maurer (Lima, 7 de marzo de 1914-Argentina, 5 de diciembre de 1969) fue un abogado y empresario peruano.
Ocupó el cargo de ministro de Fomento y Obras Públicas en 1968 durante el gobierno del presidente Fernando Belaúnde Terry. Falleció en Argentina en 1969 a causa de un accidente.

## Biografía
Era hijo de Paul Michael Carriquiry Larrabure y Elena Maurer Von Hagen. Cursó sus estudios escolares en el Colegio Sagrados Corazones Recoleta. Se graduó de abogado en la Pontificia Universidad Católica del Perú (siendo uno de los primeros ministros egresados de esta casa de estudio) y ejerció su profesión por un tiempo. Se vinculó a la industria a través de su tío Abel Carriquiry Larrabure, como gerente fundador de Fábrica Peruana Eternit S.A., cargo que desempeñó durante 25 años. Asimismo, fue director de otras importantes empresas privadas y llegó a ser director y presidente de la Sociedad Nacional de Industrias. En el sector público fue presidente de la Empresa Petrolera Fiscal, la Corporación Peruana del Santa y SOGESA. 
Se identificó también con la educación y el deporte, siendo uno de los fundadores de la Universidad del Pacífico, así como promotor del SENATI y colaborador en la organización de bibliotecas populares. Asimismo, fue Presidente del Club de la Banca y Comercio durante el periodo 1964-1966.
Fue ministro de Fomento y Obras Públicas durante el primer gobierno del Presidente Fernando Belaúnde Terry entre marzo y junio de 1968. Tras el golpe de Estado del 3 de octubre de 1968 del general Juan Velasco Alvarado, se vio forzado a pasar al exilio. 
Reanudó su relación con el consorcio belga Eternit, siendo nombrado director gerente de esa empresa en Argentina y director en Chile y Uruguay. Durante un viaje en carretera, cuando realizaba una visita de inspección al extremo sur argentino, sufrió un accidente, a consecuencia del cual perdió la vida.